# Kamow Ka-226
Der Kamow Ka-226 Sergei (russisch Камов Ка-226 Сергей) ist ein leichter Mehrzweckhubschrauber, der seit 1997 in Russland von der Firma Kamow gefertigt wird.

## Geschichte
Die im Jahr 1990 angekündigte Ka-226 wurde konzipiert, um die alternde Flotte der Vorgängerversion Kamow Ka-26 zu ersetzen, die noch mit Kolbenmotoren angetrieben wird. Der neue Typ hat dagegen zwei Allison-250-Turbinen. Der Bedarf an solchen universellen Hubschraubern ist in Russland hoch, zum Beispiel für die Wartung der Energieversorgungs-Infrastruktur, für den Katastrophenschutz, die Luftüberwachung oder die Versorgung abgelegener Siedlungen in Sibirien.
Der Hubschrauber hatte seinen Erstflug am 4. September 1997 und erhielt am 31. Oktober 2003 seine russische Zulassung. Seit 2009 ist die Version Ka-226T mit stärkeren Turbomeca Arrius 2G1 in der Erprobung. Die Serienproduktion startete im Jahr 2011.
2018 wurde ein eingelagerter Ka-226 den ukrainischen Marinefliegerstreitkräften in einsatzbereitem Zustand übergeben.
Seit 2015 war bekannt, dass 200 Ka-226T an die indischen Streitkräfte geliefert werden sollten (laut Angaben 2017 schon im Jahr 2019). Im Herbst 2021 begann die Flugerprobung einer aerodynamisch überarbeiteten Version der Ka-226T mit neuem Rotorkopf, Rotorblättern und Hauptgetriebe für Flüge in größerer Höhe.
Bis 2024 konnten sich Kamow und HAL nicht über Technologietransfer und Kosten einigen und nach der russischen Invasion der Ukraine war das französische Triebwerk nicht mehr erhältlich. Ein russisches Triebwerk war 2024 in Entwicklung.

## Konstruktion
Der Hubschrauber hat wie seine Vorgängermodelle den für Kamow typischen Koaxialrotor. Vom 26er Modell erbte er auch das Prinzip des modularen Aufbaus, bei dem die Passagierkabine hinter der Pilotenkanzel als Ganzes ausgebaut werden kann. Stattdessen können Modul-Container mit medizinischer Ausrüstung montiert werden oder auch Behälter für Agrarchemikalien mit Sprühvorrichtung für den landwirtschaftlichen Einsatz. Ohne jedes Modul, stattdessen mit einer Winde ausgerüstet, wird der Ka-226 auch für den Transport von Außenlasten eingesetzt.

## Technische Daten

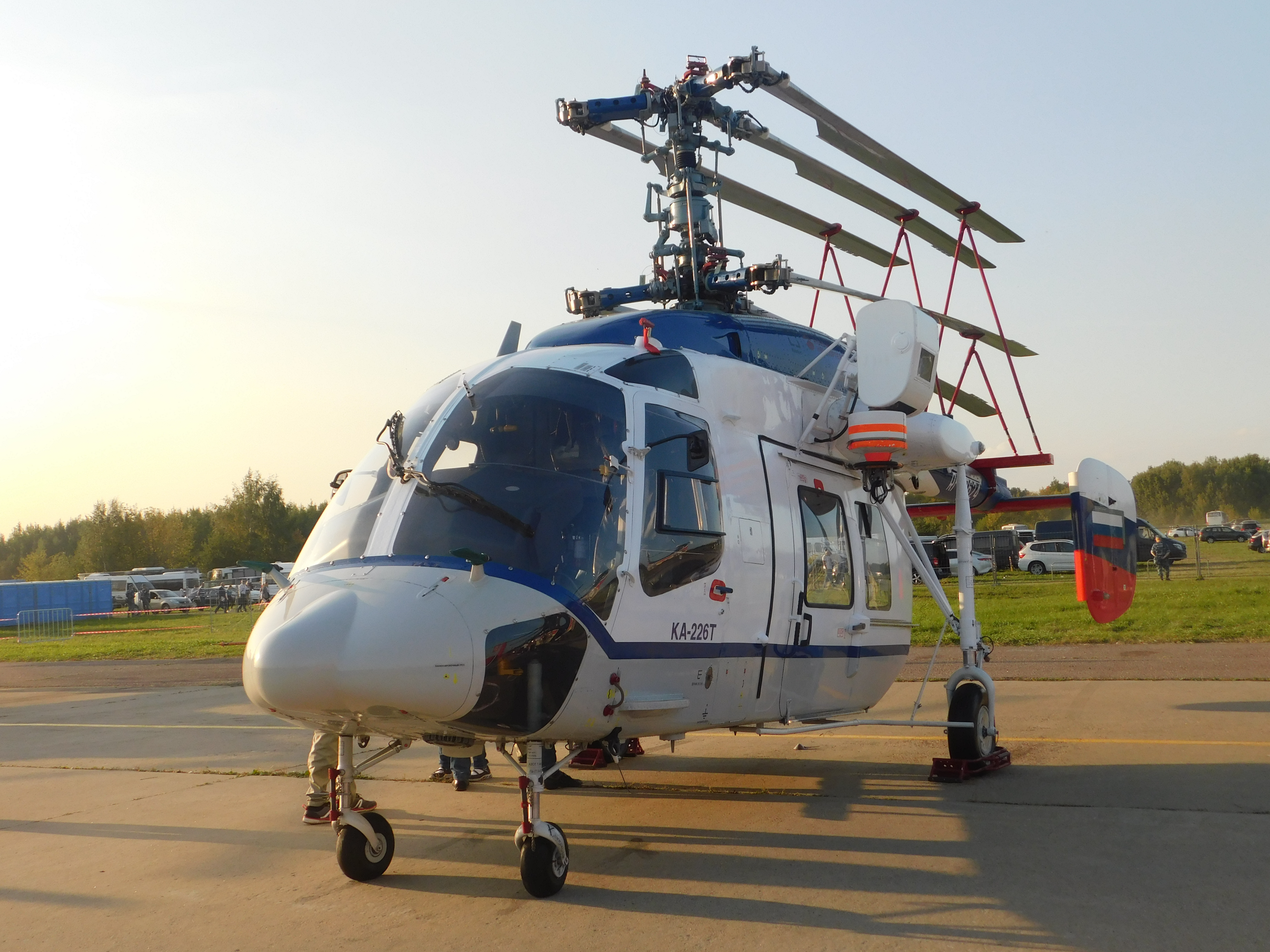
Ka-226T mit beigeklappten Rotoren, MAKS 2019

| Kenngröße             | Daten Ka-226                      | Daten Ka-226T             |
| --------------------- | --------------------------------- | ------------------------- |
| Konstrukteur          | Leonid Schirjajew                 | Leonid Schirjajew         |
| Besatzung             | 1–2                               | 1–2                       |
| Passagiere            | max. 8                            | 6–7                       |
| Rotordurchmesser      | 13,00 m                           | 13,24 m                   |
| Länge                 | 8,10 m                            | 8,61 m                    |
| Breite                |                                   | 3,23 m                    |
| Höhe (mit Rotorkopf)  | 4,25 m                            | 4,19 m                    |
| Leermasse             | 1952 kg                           | 1952 kg                   |
| Nutzlast              |                                   | 785 kg                    |
| max. Startmasse       | 3400 kg                           | 3600 kg                   |
| Höchstgeschwindigkeit | 210 km/h                          | 220 km/h                  |
| Reisegeschwindigkeit  | 185 km/h                          | 190 km/h                  |
| Dienstgipfelhöhe      | 3500v m                           | 6100 m                    |
| Steigrate             | 10,1 m/s                          | 12,5 m/s                  |
| Reichweite            | 600 km                            | 475 km, 3,5 h             |
| Triebwerke            | zwei Rolls-Royce Allison 250-C20B | zwei Turbomeca Arrius 2G1 |
| Leistung              | je 313 kW (420 WPS)               | je 500 kW (670 WPS)       |

## Nutzer
Russland
- Russische Luftstreitkräfte: 36[10][11][12]

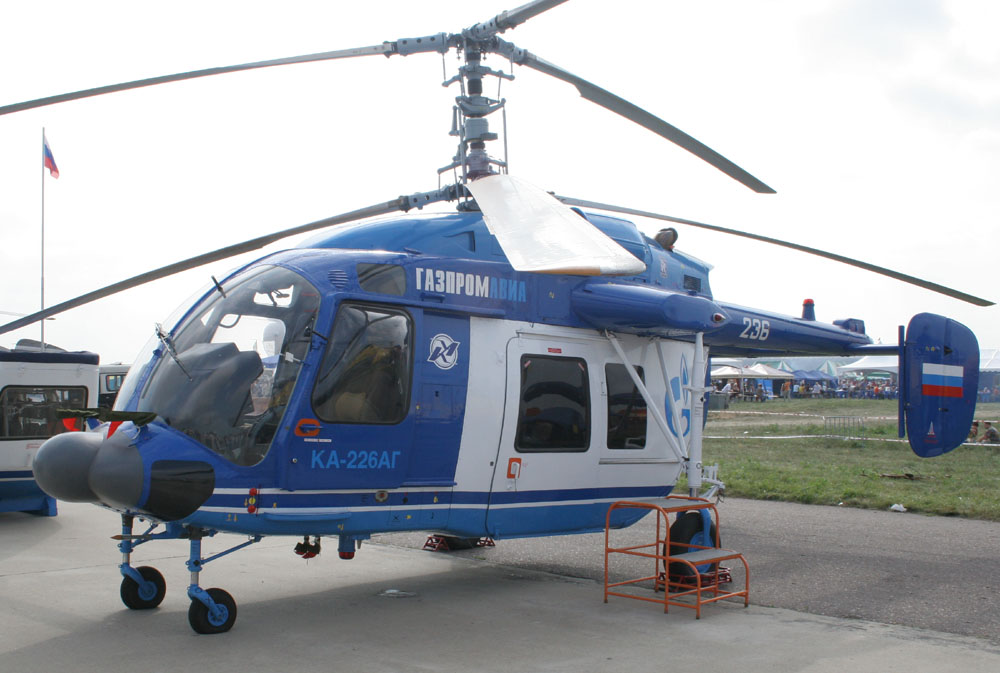
Ka-226AG der Gazpromavia auf der MAKS 2007

- Föderaler Dienst für Sicherheit: 6 (bestellt)[13]